# Stylogyne brasiliensis
Stylogyne brasiliensis là một loài thực vật có hoa trong họ Anh thảo. Loài này được (A. DC.) Mez miêu tả khoa học đầu tiên năm 1902.